# Fantastic Voyage II: Destination Brain
Fantastic Voyage II: Destination Brain (pt-br: Viagem Fantástica II - Rumo ao Cérebro) é um livro de ficção científica de Isaac Asimov, publicado em 1987.
Apesar do título, Fantastic Voyage II: Destination Brain não é uma sequela de Fantastic Voyage, que é uma romantização que Asimov escreveu a partir do filme de 1966 de mesmo nome. Asimov nunca ficou satisfeito com o romance original, porque embora ele foi capaz de mudar alguns dos detalhes científicos, não foi um trabalho totalmente seu. Por isso, ele escreveu Fantastic Voyage II como uma nova história, separado que compartilha apenas o conceito central de cientistas miniaturizados que entram em um corpo humano.
Narra a história de um neurofísico norte-americano fracassado na vida familiar e com teorias revolucionárias a respeito do cérebro e da mente, mas ridicularizado pela comunidade científica devido a sua incapacidade de comprová-las, e que mesmo assim desperta o interesse dos soviéticos, que dominaram a tecnologia de miniaturização da matéria, pois como esta ainda é perigosa e rudimentar, desejam que o cientista norte-americano junto, com uma equipe do país, penetre numa nave miniaturizada dentro do cérebro do homem que é "pai" da tecnologia de miniaturização e que se encontra em coma profundo, com a missão de captar os pensamentos do gênio soviético que seriam seu último trabalho: uma relação entre a teoria da relatividade e a constante de Plank, que possibilitaria uma miniaturização segura e prática e viagens através do espaço a velocidades maiores que a luz.